# Wolfram Mauser (Philologe)
Wolfram Mauser (* 29. Januar 1928 in Faistenau; † 1. November 2021 in Pfaffenweiler) war ein österreichisch-deutscher Germanist und Hochschullehrer.

## Leben
Nach dem Besuch des Gymnasiums in Baden bei Wien, Innsbruck, Reutte und Salzburg (Abitur 1947) studierte er von 1947 bis 1951 an der Universität Innsbruck (Abschluss mit der Promotion 1951). Nach der Habilitation 1961 für das Fach Deutsche Sprache und neuere deutsche Literaturgeschichte an der Universität Innsbruck hatte er von 1964 bis 1993 den Lehrstuhl für Neuere deutsche Literaturgeschichte an der Albert-Ludwigs-Universität Freiburg inne (Emeritierung 1993). Ab 1976 hatte er die deutsche Staatsbürgerschaft. 1992 wurde er zum ordentlichen Mitglied der Academia Scientiarum et Artium Europaea in Salzburg gewählt.
Seine Forschungsschwerpunkte waren alle Epochen vom 17. bis zum 20. Jahrhundert unter besonderer Berücksichtigung literaturpsychologischer und literatursoziologischer Aspekte.

## Schriften (Auswahl)
- Hugo von Hofmannsthal. Konfliktbewältigung und Werkstruktur. Eine psychosoziologische Interpretation. München 1977, ISBN 3-7705-1458-0.
- Konzepte aufgeklärter Lebensführung. Literarische Kultur im frühmodernen Deutschland. Würzburg 2000, ISBN 3-8260-1860-5.
- Georg Christoph Lichtenberg. Vom Eros des Denkens. Freiburg im Breisgau 2000, ISBN 3-7930-9252-6.
- Billigkeit. Literatur und Sozialethik in der deutschen Aufklärung. Ein Essay. Würzburg 2007, ISBN 978-3-8260-3760-3.
- als Mitherausgeber: Germanistik. Internationales Referatenorgan mit bibliographischen Hinweisen. Niemeyer.